# Aleksandar Obradović (književnik, 1986)
Aleksandar Obradović (Bijelo Polje, 22. novembar 1986) je crnogorski književnik.

## Biografija
Višestruko nagrađivan na međunarodnim festivalima kratkih priča. Priče su mu objavljivane u zbornicima, antologijama i časopisima, kao i na raznim internet portalima.
Autor bloga Rulet srca i druge misterije na kom se nalaze krimi priče o avanturama izmišljenog forenzičkog psihijatra. Prvi ciklus ovog serijala objavljivan je u nastavcima u dnevnim novinama Blic, izdanje za Crnu Goru.
Koordinator i suosnivač Međunarodnog pjesničkog konkursa za djecu „Kraljevstvo bijelih rada“.

## Objavljena djela
- Snojava (knjiga priča objavljena kao najbolji rukopis prve knjige autora iz dijaspore mlađih od 30 godina na konkursu u organizaciji Banatskog kulturnog centra i Opštine Kikinda[1]), Banatski kulturni centar, Novo Miloševo, 2014. godine.  978-86-6029-198-3[2]
- Lim priča, čovjek zaboravlja (zajednička knjiga priča sa Slobodanom Zoranom Obradovićem), NVO Stihom govorim, Bijelo Polje, 2015. godine.  978-9940-634-17-9[3]
- Karta u jednom smjeru (mozaik-roman), Narodna knjiga, Podgorica, i Miba books, Beograd, 2015. godine.  978-9940-25-105-5[4]
- Baš Pamuk i druge bajke (knjiga autorskih bajki), I izdanje objavljeno od strane JU Ratkovićeve večeri poezije, Bijelo Polje, 2016. godine:  978-9940-656-25-6 [5] i II izdanje objavljeno od strane NVO Stihom govorim, Bijelo Polje, 2023. godine:  978-9940-634-52-0[6].
- Rulet srca i druge misterije (zbirka krimi priča), Lokalni javni emiter Radio Bijelo Polje i NVO Stihom govorim, Bijelo Polje, 2016. godine.  978-9940-698-03-4[7]
- Zapisi iz hodnika vremena[8] (zbirka priča), Ratkovićeve večeri poezije, Bijelo Polje, 2017. godine.  978-9940-656-52-2[9]
- Zov vode[10] (detektivski roman za djecu), Laguna, Beograd, 2023. godine.  978-86-521-4852-3[11]
- Ne umiru leptiri (roman za djecu), NVO Stihom govorim, Bijelo Polje, 2023. godine.  978-9940-634-53-7[12]

## Nagrade i zastupljenost u zbornicima i antologijama
Literarni debi imao na Regionalnom festivalu fantastične književnosti „REFESTICON“ 2013. godine. Priče su mu objavljivane u časopisima kao što su: „MARSONIC“, „UBIQ“, „QUEST“, „Prosvjetni rad“, „Omaja“, ali i u okviru zbornika festivala fantastične književnosti kao što su  „ISTRAKON“ i „REFESTICON“ .
Zastupljen u nekoliko antologija, uglavnom pričama iz domena fantastike i svojim stvaralaštvom za djecu i mlade među kojima se posebno izdvajaju: „Antologija savremenog stvaralaštva za decu srpskih pisaca u rasejanju“ (Pčelica, Čačak, 2015. godine) i „Antologija crnogorske proze za djecu i tinejdžere“ (2016. godine)  .
Knjiga „Baš Pamuk i druge bajke“  2017. godine našla se u najužem izboru za nagradu „Mali princ” koja se dodjeljuje za najbolju dječju knjigu u regionu za godišnju produkciju, dok se rukopis romana „Ne umiru leptiri“ našao u najužem, a potom u užem izboru na konkursima Matice srpske – Društva članova u Crnoj Gori za objavljivanje knjige proze i knjige poezije za 2022. godinu i Zavoda za udžbenike i nastavna sredstva Istočno Sarajevo za najbolji neobjavljeni rukopis knjige za djecu u 2023. godini .

## Stručni članci
- Obradovic, A. (2023). "Celebrating the third World Field Epidemiology Day: a focus on MediPIET the field epidemiology training programme in Mediterranean and Black Sea countries." Eurosurveillance 28(36): 2300474 [29].
- Obradović, A. (2023). "Case report Montenegro." European Journal of Public Health 33(Supplement_2): ckad160-512 [30].
- Raicevic, M., et al. (2022). "Quality of Life of Elementary School Students with Type 1 Diabetes in a Developing Country during the COVID Pandemic." International Journal of Environmental Research and Public Health 19(22): 14873[31].
- Obradović, A., et al. (2021). "The importance of national coordination for a quick response to COVID-19 in Montenegro during the first wave of the pandemic." Zdravstvena zaštita 50(3): 37-58 [32].
- Obradović, A. and S. Šipetić-Grujičić (2020). "Trends in mumps incidence and first dosage of MMR vaccine coverage in Montenegro from 2009 to 2018." Zdravstvena zaštita 49(1): 15-23 [33].

## Spoljašnje veze
- Doktor koji ljude liječi pričom - intervju („Vijesti", 15. januar 2017)
- I negativna kritika piscima bolja je od tišine - intervju („Brod portal", 05. jun 2017)
- Teška vremena stvaraju junake - intervju („Glas Srpske", 27. jul 2023)